# Francesc Xavier Butinyà i Hospital
Francisco Javier Butiñá  (Bañolas, 16 de abril de 1834– Tarragona, 18 de diciembre de 1899) fue un profesor, escritor, fundador y misionero jesuita catalán.

## Fundación de las Siervas y las Hijas de San José
Durante sus estadas en Salamanca como catedrático en la Universidad de Salamanca, Francisco J. Butiñá se implicó juntamente con sus compañeros de comunidad a programar actividades y a potenciar grupos en la iglesia.
Fue aquí donde conoció a Bonifacia Rodríguez Castro, una joven artesana que juntamente con Francisco J. Butiñá fueron posible una aportación tremendamente profética y atrevida por su época que fue la fundación en el año 1874 de las Siervas de San José, y el que más tarde se acabarían convertirse con una congregación religiosa con el objetivo de la evangelización del mundo obrero pobre.
Después que Francisco J. Butiñá i Hospital tuviera que pasar un tiempo en el exilio en Francia, cuando vuelve visita Gerona, donde continuó la obra que había iniciado en Salamanca. En febrero de 1875 fundó una nueva Congregación religiosa en Calella de la Costa, con el nombre Hijas de San José y que se ganaban el pan con el oficio de artesanas, colaborando en la construcción de un mundo diferente, una utopía encarnada en medio de las grandes cuestiones de su tiempo y de los conflictos proletarios.
Hasta su muerte, Francisco J. Butiñá i Hospital trabajó para explicar y dar a conocer la realidad de estas dos nuevas Congregaciones Religiosas, conocidas popularmente por monjas butiñanas. Todas las hermanas son “religiosas obreras”, explica en una de sus cartas y, aunque sean pobres y sin instrucción, son protagonistas de su propia liberación y son una semilla de una nueva forma de trabajar y de vivir.
Francisco J. Butiñá murió en Tarragona el 18 de diciembre de 1899. Sus restas mortales descansan en la Cripta de la Casa Madre de la Congregación de las Hijas de San José en Gerona.

## Proceso canonización
El mes de febrero de 1984 los consejos generales de las Hijas de San José y de las Siervas de San José se pusieron de acuerdo para promover conjuntamente la causa de canonización de su fundador Francisco J. Butiñá i Hospital. El 1990 las dos superioras generales se entrevistaron con el superior general de la Compañía de Jesús, Peter Hans Kolvenbach, para comunicarles la decisión, recibiendo su soporte y ánimo.
Unos años más tarde, el enero del año 2004, las dos Congregaciones Religiosas, las Siervas de San José y las Hijas de San José, iniciaron los tramitos para introducir conjuntamente la causa de canonización a la diócesis de Gerona.
El 15 de noviembre de 2006, se obtuvo el visto bueno de la Congregación para las Causas de los Santos (Roma) para poder iniciar el proceso de canonización.
El 12 de febrero de 2007, tuvo lugar la apertura del proceso de canonización en la iglesia parroquial de Santa María dels Turers de Bañolas.

## Obra
Breve guion de las principales obras pastorales, literarias y científicas de Francisco J. Butiñá i Hospital. Algunas de estas incluyen cánticos construidos sobre modelos populares, la cual cosa también hizo Jacinto Verdaguer. Nos deja, pues, además de la producción en prosa y teatro, una breve pero estimable aportación poética:
- Butinyà i Hospital, Francesc X. (1860). Un tractat de mecánica. Observacions meteorològiques. Butlletí mensual Observatori de l’Havana.
- Butinyà i Hospital, Francesc X. (1871). La Venjança del Martre: Peça de Sant Martirià. (1996) Introducció i notes Júlia Butinyà. Centre d’Estudis Comarcals de Banyoles.
- Butinyà i Hospital, Francesc X. (1871). Les Migdiades del mes de Maig.
- Butinyà i Hospital, Francesc X. (1878). La Devota Artesana.
- Butinyà i Hospital, Francesc X. (1879). Un granet de mostassa.
- Butinyà i Hospital, Francesc X. (1881). Constitucions de les Serventes de Sant Josep.
- Butinyà i Hospital, Francesc X. (1882). Joia del cristià.
- Butinyà i Hospital, Francesc X. (1895). Algunes flors del jardí obrer.